# Towanda (Pennsylvanie)
Pour les articles homonymes, voir Towanda.
Le borough de Towanda est le siège du comté de Bradford, situé dans le Commonwealth de Pennsylvanie, aux États-Unis. Sa population s’élevait à 2 919 habitants lors du recensement de 2010, estimée à 2 842 habitants en 2018.

## Démographie
| Groupe            | Towanda | Pennsylvanie | États-Unis |
| ----------------- | ------- | ------------ | ---------- |
| Blancs            | 96,6    | 81,9         | 72,4       |
| Métis             | 1,9     | 1,9          | 2,9        |
| Afro-Américains   | 0,6     | 10,9         | 12,6       |
| Asiatiques        | 0,4     | 2,8          | 4,8        |
| Autres            | 0,3     | 2,4          | 6,2        |
| Amérindiens       | 0,1     | 0,2          | 0,9        |
| Total             | 100     | 100          | 100        |
|                   |         |              |            |
| Latino-Américains | 2,4     | 5,7          | 16,7       |

Selon l’American Community Survey, pour la période 2011-2015, 92,21 % de la population âgée de plus de 5 ans déclare parler l'anglais à la maison, 2,92 12,76 % déclare parler le gujarati, 1,87 % l'espagnol, 0,86 % le vietnamien, 0,94 % le tagalog et 2,13 % une autre langue.